# ليني لورانس
ليني لورانس (بالإنجليزية: Lennie Lawrence)‏ هو لاعب كرة قدم ومدرب كرة قدم بريطاني، ولد في 12 ديسمبر 1947 في برايتون في المملكة المتحدة. لعب مع ساتون يونايتد.

## وصلات خارجية
- ليني لورانس على موقع قاعدة بيانات كرة القدم.إي يو (الإنجليزية)
- ليني لورانس على موقع عالم كرة القدم.نت (الإنجليزية)